# Giuseppe Giovanni Adamo del Liechtenstein
Giuseppe Giovanni Adamo del Liechtenstein (Vienna, 25 o 27 maggio 1690 – Valtice, 17 dicembre 1732) è stato principe del Liechtenstein dal 1721 al 1732.

## Biografia

### Giovinezza ed educazione
Giuseppe Giovanni Adamo, nacque a Vienna nel 1690, unico figlio sopravvissuto del principe Antonio Floriano del Liechtenstein e di sua moglie, la contessa Eleonora Barbara von Thun und Hohenstein.
All'età di 18 anni intraprese un grand tour in Europa facendo tappa nel 1711 anche a Francoforte ove presenziò all'incoronazione dell'imperatore Carlo VI d'Asburgo.

### Carriera militare
Intrapresa la carriera militare nelle file degli imperiali, servì sotto il comando del padre durante la prima parte della Guerra di successione spagnola e successivamente combatté contro la Francia sotto il comando del duca John Churchill di Marlborough. Dopo il Trattato di Utrecht nel 1713 si trasferì a Vienna e nel 1723 divenne Consigliere Privato dell'Imperatore, oltre ad essere stato insignito del Toson d'oro nel 1721.

### Matrimoni
Giuseppe Giovanni Adamo si sposò quattro volte.
La prima moglie, sposata il 1º dicembre 1712, fu la cugina Gabriella del Liechtenstein (1692-1713), figlia del principe Giovanni Adamo Andrea del Liechtenstein (1657-1712).
Alla morte della prima moglie, il 3 febbraio 1716 si risposò con la contessa Maria Anna di Thun-Hohenstein (1698-1716), da cui non ebbe figli in quanto ella morì appena venti giorni dopo la celebrazione delle nozze.
Rimasto nuovamente vedovo, si risposò il 3 agosto 1716 con la contessa Maria Anna di Oettingen-Spielberg (1693-1729).
Infine, pochi anni prima di morire, Il 22 agosto 1729 sposò la contessa Maria Anna Kottulinska di Kottulin (1707-1788), da cui però ebbe due eredi morti in tenera età.

### Principe del Liechtenstein

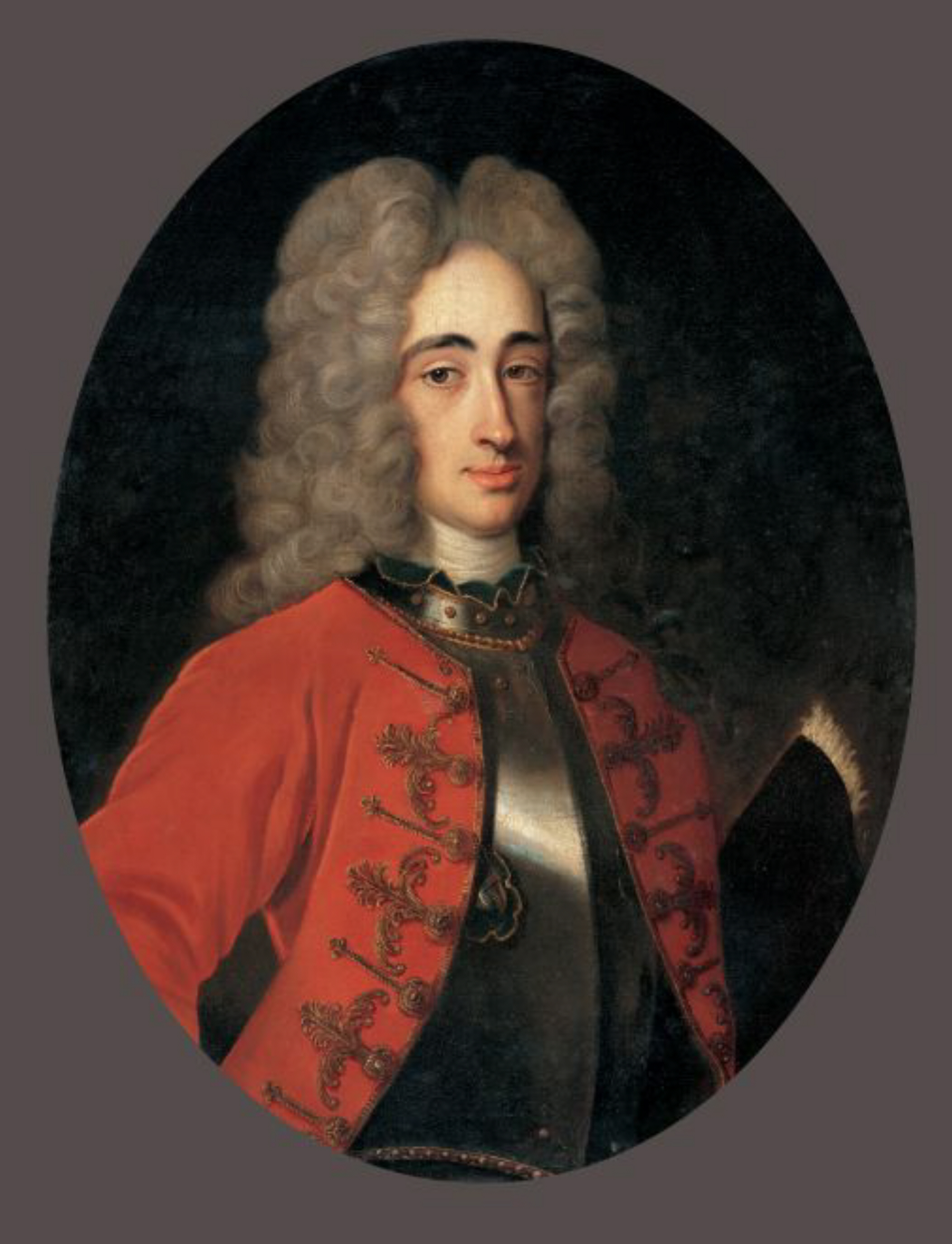
Il principe Giuseppe Giovanni Adamo in un ritratto di Franz von Stampart del 1710.

Decise poco dopo di ritirarsi dalla politica attiva per potersi dedicare compiutamente all'amministrazione dei suoi vasti possedimenti e del principato, uscito profondamente devastato dai debiti lasciati da suo padre, pur continuando a non risiedere a Vaduz, ma preferendo le tenute della sua famiglia in Boemia. Malgrado alcune pressioni provenienti dagli ambienti del principato, si rifiutò sempre di cedere ad un governo liberale e proseguì con l'assolutismo che aveva contraddistinto il governo del suo predecessore.

### Morte
Morì a Valtice, in Boemia, nel 1732.

## Discendenza
Dalle prime nozze con Gabriella del Liechtenstein nacque un figlio:
- Carlo Antonio (1713-1715).

Il Principe e la terza moglie Maria Anna di Oettingen-Spielberg ebbero:
- Maria Eleonora Giovanna Walburga Giuseppa (8 giugno 1717 - 1º luglio 1718)
- Giuseppe Antonio Francesco Giovanni Nepomuceno (17 aprile 1720 - 28 novembre 1723)
- Maria Teresa Eleonora Walburga Innocenzia (28 dicembre 1721 - 19 gennaio 1753), sposò il Principe Giuseppe I di Schwarzenberg (1712-1782), figlio del Principe Adamo Francesco Carlo di Schwarzenberg (1680-1732)
- Giovanni Nepomuceno Carlo (6 luglio 1724 - 22 dicembre 1748), sposò la Contessa Maria Giuseppina di Harrach-Rohrau (1727-1788), figlia del Conte Federico Augusto di Harrach-Rohrau (1696-1749)
- Maria Elisabetta Eleonora (nata e morta il 18 maggio 1728).

Dal quarto matrimonio tra Giuseppe Giovanni Adamo e Maria Anna Kottulinska di Kottulin nacquero:
- Antonio Tommaso Francesco Giuseppe di Paola Giovanni Nepomuceno Adamo (21 dicembre 1730 - 1731)
- Maria Anna Giuseppa Antonia Francesca di Paola (nata postuma il 2 aprile 1733 - 10 dicembre 1734)

## Ascendenza
|                                           |                                        |                                               | Genitori                                  |  |  | Nonni |  |  | Bisnonni                    |  |  | Trisnonni                     |  |
|                                           |                                        |                                               |                                           |  |  |       |  |  | Gundacaro del Liechtenstein |  |  | Hartmann II del Liechtenstein |  |
|                                           |                                        |                                               |                                           |  |  |       |  |  | Gundacaro del Liechtenstein |  |  | Hartmann II del Liechtenstein |  |
|                                           |                                        | Anna Maria de Ortenburg                       |                                           |  |  |       |  |  | Gundacaro del Liechtenstein |  |  |                               |  |
| Hartmann III del Liechtenstein            |                                        |                                               |                                           |  |  |       |  |  | Gundacaro del Liechtenstein |  |  |                               |  |
|                                           |                                        | Agnese della Frisia orientale                 | Enno III della Frisia orientale           |  |  |       |  |  |                             |  |  |                               |  |
|                                           |                                        | Agnese della Frisia orientale                 | Enno III della Frisia orientale           |  |  |       |  |  |                             |  |  |                               |  |
|                                           |                                        | Agnese della Frisia orientale                 | Walburga di Rietberg                      |  |  |       |  |  |                             |  |  |                               |  |
| Antonio Floriano del Liechtenstein        |                                        | Agnese della Frisia orientale                 |                                           |  |  |       |  |  |                             |  |  |                               |  |
|                                           |                                        | Ernesto Federico di Salm-Reifferscheidt       | Werner di Salm-Reifferscheidt-Dyck        |  |  |       |  |  |                             |  |  |                               |  |
|                                           |                                        | Ernesto Federico di Salm-Reifferscheidt       | Werner di Salm-Reifferscheidt-Dyck        |  |  |       |  |  |                             |  |  |                               |  |
|                                           |                                        | Ernesto Federico di Salm-Reifferscheidt       | Maria di Limburg-Stirum                   |  |  |       |  |  |                             |  |  |                               |  |
| Sidonia Isabella di Salm-Reifferscheidt   |                                        | Ernesto Federico di Salm-Reifferscheidt       |                                           |  |  |       |  |  |                             |  |  |                               |  |
|                                           |                                        | Maria Orsola di Leiningen-Dagsburg-Falkenburg | Enoch IX di Leiningen-Dagsburg-Falkenburg |  |  |       |  |  |                             |  |  |                               |  |
|                                           |                                        | Maria Orsola di Leiningen-Dagsburg-Falkenburg | Enoch IX di Leiningen-Dagsburg-Falkenburg |  |  |       |  |  |                             |  |  |                               |  |
|                                           |                                        | Maria Orsola di Leiningen-Dagsburg-Falkenburg | Orsola di Fleckenstein                    |  |  |       |  |  |                             |  |  |                               |  |
| Giuseppe Giovanni Adamo del Liechtenstein |                                        | Maria Orsola di Leiningen-Dagsburg-Falkenburg |                                           |  |  |       |  |  |                             |  |  |                               |  |
|                                           | Giovanni Sigismondo di Thun-Hohenstein | Giovanni Cipriano di Thun-Hohenstein          |                                           |  |  |       |  |  |                             |  |  |                               |  |
|                                           | Giovanni Sigismondo di Thun-Hohenstein | Giovanni Cipriano di Thun-Hohenstein          |                                           |  |  |       |  |  |                             |  |  |                               |  |
|                                           | Giovanni Sigismondo di Thun-Hohenstein | Anna Maria di Preysing                        |                                           |  |  |       |  |  |                             |  |  |                               |  |
| Michele Osvaldo di Thun-Hohenstein        | Giovanni Sigismondo di Thun-Hohenstein |                                               |                                           |  |  |       |  |  |                             |  |  |                               |  |
|                                           |                                        | Anna Margherita di Wolkenstein-Trostburg      | Marco Osvaldo di Wolkenstein-Trostburg    |  |  |       |  |  |                             |  |  |                               |  |
|                                           |                                        | Anna Margherita di Wolkenstein-Trostburg      | Marco Osvaldo di Wolkenstein-Trostburg    |  |  |       |  |  |                             |  |  |                               |  |
|                                           |                                        | Anna Margherita di Wolkenstein-Trostburg      | Anna Maria Khuen di Belasi                |  |  |       |  |  |                             |  |  |                               |  |
| Eleonora Barbara di Thun-Hohenstein       |                                        | Anna Margherita di Wolkenstein-Trostburg      |                                           |  |  |       |  |  |                             |  |  |                               |  |
|                                           |                                        | Cristoforo di Lodron                          | Niccolò di Lodron                         |  |  |       |  |  |                             |  |  |                               |  |
|                                           |                                        | Cristoforo di Lodron                          | Niccolò di Lodron                         |  |  |       |  |  |                             |  |  |                               |  |
|                                           |                                        | Cristoforo di Lodron                          | Dorotea di Welsberg                       |  |  |       |  |  |                             |  |  |                               |  |
| Isabella di Lodron                        |                                        | Cristoforo di Lodron                          |                                           |  |  |       |  |  |                             |  |  |                               |  |
|                                           |                                        | Caterina di Spaur e Flavon                    | Antonio di Spaur e Flavon                 |  |  |       |  |  |                             |  |  |                               |  |
|                                           |                                        | Caterina di Spaur e Flavon                    | Antonio di Spaur e Flavon                 |  |  |       |  |  |                             |  |  |                               |  |
|                                           |                                        | Caterina di Spaur e Flavon                    | Emerenziana di Preysing                   |  |  |       |  |  |                             |  |  |                               |  |
|                                           |                                        | Caterina di Spaur e Flavon                    |                                           |  |  |       |  |  |                             |  |  |                               |  |